# COBOL
（/ˈkoʊbɒl/），其名稱來自於英語Common Business Oriented Language的縮寫，可譯為通用商業語言或面向常規業務型語言/常規商業信息處理語言，它屬於編譯語言，是最早的高階程式語言之一，也是最早實施標準化的計算機語言之一。COBOL主要应用于商业数据处理领域，此間大量的資料通常以檔案的形式儲存在磁碟上，它提供強大的檔案處理功能，对各种类型的数据进行收集、存儲、傳送、分類、排序、計算及打印報表、輸出圖像。

## 历史
1959年5月，美國國防部委託葛麗絲·霍普博士領導一個委員會，制定了COBOL語言的標準。珍·薩姆梅特和其他5位程序員，在紐約曼哈頓的雪梨荷兰酒店封閉兩週，開發完成了COBOL的大部分設計。COBOL最早是以葛麗絲·霍普開發的FLOW-MATIC語言為範本。
COBOL於1961年由美國數據系統語言協會公布。正式發布於1960年4月，稱為COBOL－60，現在最新的版本是COBOL－2023。1963年，美國國家標準學會进行了标准化，但是ANSI标准很少被遵循，故而COBOL程序只是部分可移植的。

## 遗留
经过多年来的不断修改、丰富完善和标准化，COBOL已发展为多种版本的庞大语言。COBOL在财会工作、统计报表、计划编制、情报检索、人事管理等数据管理及商业数据处理领域，都曾有着广泛的应用。COBOL多年來被視為過時的語言，但是目前仍有使用COBOL的金融業核心系統在运行中，除了舊有系統太龐大修改不易外，COBOL平台的穩定性也是它生命一直超過預期延續的重要原因。
在2019新型冠狀病毒疫情影响下，美国政府因為需處理大量失業救助，使得COBOL编写的老旧系统頻繁出现故障，需要同样上年纪、甚至已退休的老年COBOL程序员来協助维护，所以COBOL的创始团队在网上公开教程和学习资源，让年轻程序员学习COBOL来协助这些程序员维护系統，同时也紧急招募COBOL程序员来协助维护。

## 特点
COBOL是一種面向数据处理的、面向文件的、面向过程（POL）的高級編程語言，是一種功能很強而又極為冗長的語言。COBOL语法与英文很接近，即使是不懂编程的人也能看懂代码。仅提供了加、减、乘、除及乘方这五种简单的算术运算，因而不适于进行科学计算。COBOL适合于具有循环处理周期的环境（例如打印工资支票）以及数据操纵量相当大的环境。

## 程序结构
COBOL程序由4部（DIVISION）组成：IDENTIFICATION DIVISION.（标识部）、ENVIRONMENT DIVISION.（环境部）、DATA DIVISION.（数据部）、
PROCEDURE DIVISION.（过程部），而每个部又由若干节（SECTION）组成。

### IDENTIFICATION DIVISION.
「PROGRAM-ID」（程序識別ID）、「AUTHOR」（作者名）、「DATE-WRITTEN」（編寫日期），這些並不直接影響程序的執行，而是程序的註釋
信息。程序註釋可以採用任何語言書寫，COBOL編譯器可以接受。

### ENVIRONMENT DIVISION.
用于记载程序可以被运行的计算机环境。“ENVIRONMENT DIVISION.”部包括“CONFIGURATION SECTION”环境节和“INPUT-OUTPUT SECTION”输入输出节。

### DATA DIVISION.
用于定义和声明程序所要使用的变量及其他数据。程序要使用的全部变量和数据必须在这里定义。“DATA DIVISION.”部主要包含“FILE SECTION.”和“WORKING-STORAGE SECTION.”节。
如果程序要通过参数接收数据，那么使用“LINKAGE SECTION”来声明。

#### COBOL的数据种类
COBOL程序的数据，主要有以下3种：
- 变量（Variables）
- 常量（Literals）
- 表意常量（FigurativeConstants）：使用有特定意思的多个词组合成一个常量的代名词。好处是便于编码人员识别。比如：HIGH-VALUES、LOW-VALUES等可以表达一定意思的名称作为常量代名词。

#### COBOL变量类型
COBOL的基本变量类型，有以下三种：
- 数值型（Numeric）
- 英文字符型（AlphaNumeric）
- 英文字符串型（Alphabetic）

### PROCEDURE DIVISION
用于容纳程序的实际处理代码。需要传入参数时，采用“PROCEDURE DIVISION USING引数名[，参数名...]”的方式。
因為前3個DIVISION都是註釋，卻又必須，只到第4個DIVISION「PROCEDURE DIVISION」才真正涉及程序代碼，這樣的繁瑣規定使得COBOL被批評為太過冗長。但是，基於這樣的4個DIVISION的明確記述等的嚴格形式，COBOL也被公認是可讀性強的語言。另外，COBOL的保留字數量龐大，字數過長的保留字太多是COBOL的特徵之一。

## Hello world例子代码
Hello world用COBOL写为：
```
      
 
IDENTIFICATION
 
DIVISION
.

      
 
PROGRAM-ID
.
 
hello-world
.

      
 
PROCEDURE
 
DIVISION
.

      
     
DISPLAY 
"Hello, world!"

      
     
.

```

现在著名的Hello, World!程序例子，于1978年在《C编程语言》书中最初问世的那个时代，在主机上类似的COBOL程序可以通过JCL来提交，并很有可能使用打孔卡阅读器和80列打孔卡。下面列出的具有空DATA DIVISION的代码，曾使用GNU/Linux和运行MVS 3.8J的System/370 Hercules模拟器测试过。这段写于2015年的JCL，是从Hercules教程和Jay Moseley保管的样例派生而来。为了保持那个时代的COBOL程序，HELLO, WORLD用全部大写字母显示。
```
//
COBUCLG
  
JOB
 
(
001
),
'COBOL BASE TEST'
,
                                 
00010000

//
             
CLASS
=
A
,
MSGCLASS
=
A
,
MSGLEVEL
=
(
1
,
1
)
                        
00020000

//
BASETEST
 
EXEC
 
COBUCLG
                                                 
00030000

//
COB
.
SYSIN
 
DD
 
*
                                                        
00040000

 00000
*
 
VALIDATION
 
OF
 
BASE
 
COBOL
 
INSTALL
                                
00050000

 01000 
IDENTIFICATION
 
DIVISION
.
                                         
00060000

 01100 
PROGRAM-ID
.
 
'HELLO'
.
                                             
00070000

 02000 
ENVIRONMENT
 
DIVISION
.
                                            
00080000

 02100 
CONFIGURATION
 
SECTION
.
                                           
00090000

 02110 
SOURCE-COMPUTER
.
  
GNULINUX
.
                                      
00100000

 02120 
OBJECT-COMPUTER
.
  
HERCULES
.
                                      
00110000

 02200 
SPECIAL-NAMES
.
                                                   
00120000

 02210     
CONSOLE
 
IS
 
CONSL
.
                                            
00130000

 03000 
DATA
 
DIVISION
.
                                                   
00140000

 04000 
PROCEDURE
 
DIVISION
.
                                              
00150000

 04100 00
-
MAIN
.
                                                         
00160000

 04110     
DISPLAY 
'HELLO, WORLD'
 
UPON
 
CONSL
.
                           
00170000

 04900     
STOP
 
RUN
.
                                                    
00180000

//
LKED
.
SYSLIB
 
DD
 
DSNAME
=
SYS1
.
COBLIB
,
DISP
=
SHR
                            
00190000

//
            
DD
 
DSNAME
=
SYS1
.
LINKLIB
,
DISP
=
SHR
                           
00200000

//
GO
.
SYSPRINT
 
DD
 
SYSOUT
=
A
                                               
00210000

//
                                                                      
00220000

```

在提交了这段JCL之后，MVS控制台显示：
```
    19.52.48 JOB    3  $HASP100 COBUCLG  ON READER1     COBOL BASE TEST
    19.52.48 JOB    3  IEF677I WARNING MESSAGE(S) FOR JOB COBUCLG  ISSUED
    19.52.48 JOB    3  $HASP373 COBUCLG  STARTED - INIT 1 - CLASS A - SYS BSP1
    19.52.48 JOB    3  IEC130I SYSPUNCH DD STATEMENT MISSING
    19.52.48 JOB    3  IEC130I SYSLIB   DD STATEMENT MISSING
    19.52.48 JOB    3  IEC130I SYSPUNCH DD STATEMENT MISSING
    19.52.48 JOB    3  IEFACTRT - Stepname  Procstep  Program   Retcode
    19.52.48 JOB    3  COBUCLG    BASETEST  COB       IKFCBL00  RC= 0000
    19.52.48 JOB    3  COBUCLG    BASETEST  LKED      IEWL      RC= 0000

    19.52.48 JOB    3  +HELLO, WORLD

    19.52.48 JOB    3  COBUCLG    BASETEST  GO        PGM=*.DD  RC= 0000
    19.52.48 JOB    3  $HASP395 COBUCLG  ENDED

```

为了效果对上述列出的第10行加以高亮，这个高亮不是实际的控制台输出。
有关的编译器列表生成了超过四页的技术细节和作业运行信息，针对这14行COBOL的单一一行输出。